# Éric Freyssinet
Pour les articles homonymes, voir Freyssinet.
Éric Freyssinet est un officier de la Gendarmerie nationale française, scientifique et essayiste. Il est spécialisé dans la lutte contre la cybercriminalité et chargé de mission auprès du major général de la gendarmerie nationale, où il occupe les fonctions de directeur scientifique.

## Biographie

### Formation
Éric Freyssinet est un ancien élève de l’École polytechnique,,, titulaire en 2001 d'un mastère spécialisé en sécurité des systèmes informatiques et des réseaux de Télécom ParisTech. En novembre 2015, il défend une thèse de doctorat en informatique à l'université Pierre-et-Marie-Curie, sur le sujet de la lutte contre les botnets.

### Carrière au sein de la Gendarmerie
Éric Freyssinet rejoint directement la Gendarmerie nationale en tant qu'officier d'active à l'issue de sa scolarité à l'École polytechnique en septembre 1995; il est alors promu au grade de lieutenant. En 1998, il est affecté à l'institut de recherche criminelle de la Gendarmerie nationale où il exerce les fonctions d'adjoint puis de chef du département informatique-électronique. Promu au grade de chef d'escadron en 2004, il rejoint l'année suivante la direction générale de la Gendarmerie nationale, en tant que chargé des projets de lutte contre la cybercriminalité à la sous-direction de la police judiciaire. Lieutenant-colonel en mai 2008, Éric Freyssinet est porté à compter d'août 2010 à la tête de la division de lutte contre la cybercriminalité (DLCC) du service technique de recherches judiciaires et de documentation (STRJD) à Rosny-sous-Bois (93). Il atteint le grade de colonel en mai 2013 et la DLCC se transforme sous son commandement en centre de lutte contre les criminalités numériques (C3N), à partir de janvier 2015. En mars 2015, Éric Freyssinet rejoint l'équipe de préfiguration de la délégation du ministère de l'Intérieur chargée de la lutte contre les cybermenaces.
Le 1er mai 2017, le colonel Éric Freyssinet est nommé chef de la mission numérique de la Gendarmerie nationale, auprès du Directeur général de la gendarmerie nationale. L'équipe qu'il anime alors est chargée de piloter la stratégie de transformation numérique de la Gendarmerie.
Le 1er novembre 2019, le colonel Freyssinet prend la tête du nouveau pôle national de lutte contre les cybermenaces de la gendarmerie nationale.
Par décret du 12 mai 2021, le colonel Freyssinet est nommé dans la première section des officiers généraux, avec maintien dans ses fonctions, au grade de général de brigade à compter du 1er juin 2021. Par décret du 31 juillet 2021, le général Freyssinet est nommé, à compter du 1er août 2021, commandant en second de la gendarmerie dans le cyberespace.
Par décret du 1er août 2022, le général Freyssinet est nommé à compter de la même date comme chargé de mission auprès du major général de la gendarmerie nationale, où il occupe les fonctions de directeur scientifique.

## Publications

### Essais
- Éric Freyssinet (préf. Jean-Pierre Dardayrol), La Cybercriminalité en mouvement (Essai), Cachan, Hermès Science Lavoisier, coll. « Management & informatique », septembre 2012, 226 p. (ISBN 978-2-7462-3288-4, présentation en ligne), prix du Livre Cyber du FIC 2013[20],[21].
- Guillaume Desgens-Pasanau et Éric Freyssinet (préf. François Ewald), L'Identité à l'ère numérique (Essai), Paris, Éditions Dalloz, coll. « Présaje », 2009, 170 p. (ISBN 978-2-247-08061-8, présentation en ligne).
- Éric Freyssinet, « Prévention, Répression : Objectifs et moyens », dans Jean-Luc Girot (dir.), Ariane Delvoie, Guillaume Desgens-Pasanau, Eric Freyssinet et al., Le Harcèlement numérique, Dalloz, coll. « Présaje », 2005 (ISBN 978-2247061952)

### Articles académiques
- (en) Jean-Luc Wybo, Françoise Soulié-Folgeman, Catherine Gouttas, Éric Freyssinet et Patrick Lions, « Impact of Social Media in Security and Crisis Management: A Review », International Journal of Emergency Management, vol. 11, no 2,‎ juillet 2015, p. 105-128 (DOI 10.1504/IJEM.2015.071045).
- Éric Freyssinet, « L’Internet des objets : Un nouveau champ d’action pour la cybercriminalité` », Annales des mines - Réalités industrielles, vol. 2013, no 2,‎ mai 2013, p. 66-69 (DOI 10.3917/rindu.132.0066)
- (en) Éric Freyssinet et Zeno Geradts, « Future Issues in Forensic Computing and An Introduction to ENSFI », Digital Investigation, vol. 1, no 2,‎ juin 2004, p. 112-113 (DOI 10.1016/S1742-2876(04)00036-2).

## Distinctions
- Officier de la Légion d'honneur chevalier en 2014[22], officier en 2024 [23]
- Officier de l'ordre national du Mérite : chevalier en 2009[24], officier en 2021[25]
- Médaille de la sécurité intérieure, échelon argent, avec agrafe « Présidence française de l’Union européenne (PFUE) » en 2023[26].
- Médaille de la Défense nationale échelon « bronze » (1993)

### Autres distinctions
- ENFSI merit award (2006)[27]